# Alf Farman
Alfred H. Farman (ur. 4 stycznia 1869, zm. w listopadzie 1926.) – angielski piłkarz, który występował na pozycji napastnika.
Karierę piłkarską rozpoczynał w Aston Villi, skąd przeszedł do Bolton Wanderers. We wrześniu 1889 został zawodnikiem Newton Heath. W latach 1889–1892, kiedy zespół występował w Football Alliance, Farman wystąpił w 60 meczach i zdobył 25 bramek.
Sezon 1892/1893 był pierwszym dla klubu w Football League. W pierwszym meczu ligowym, przegranym z Blackburn Rovers 3:4, wpisał się na listę strzelców. W Newton Heath występował do czerwca 1895.